# Shibata, Niigata

Shibata (新発田市 Shibata-shi?) este un municipiu din Japonia, prefectura Niigata.